# Cittanova
Cittanova – miejscowość i gmina we Włoszech, w regionie Kalabria, w prowincji Reggio Calabria.
Według danych na rok 2004 gminę zamieszkiwały 10 404 osoby, 170,6 os./km².

## Miasta partnerskie
- Caltanissetta
- Iwangorod